# Skyglobe
Skyglobe ist ein Astronomieprogramm zur Simulation des Sternenhimmels einschließlich der Objekte aus dem Messier-Katalog, Planeten, Sonne und Mond. Es berücksichtigte die Präzession der Erdachse (25.750 Jahre). Es war unter Astronomie-Interessierten sehr beliebt. Es wurde von Mark A Haney bzw. seiner Firma KlassM Software Inc. in Ann Arbor, Michigan als Shareware angeboten. Haney schrieb es 1989, nachdem er seinen Abschluss in Computer Science an der Michigan State University gemacht hatte.
Die letzte offizielle Version 3.6 stammte vom Oktober 1993 und beinhaltete in der Shareware-Version die Daten von 29.000 Sternen. Ursprünglich für Systeme unter DOS entwickelt, lief sie ebenfalls unter Windows 95/98 und größtenteils auch unter Windows NT/2000. Für 20 USD wurde eine CD mit einer größeren Sternendatenbank angeboten.
Anlässlich des Ereignisses Shoemaker-Levy 9 gab Haney im Juli 1994 die DOS-Version 4.0 und testweise Skyglobe for Windows 1.0 heraus, das unter Windows 3.11 lauffähig war. Die letzte Version war die Version 2.02.
Das mitgelieferte Ergänzungsprogramm CircumSpace erlaubte es, kleine Flüge durch den unserem Sonnensystem nahegelegenen Weltraum zu machen. Es simulierte die Umgebung der 7.700 nächstgelegenen Sterne.